# 徐冠林
徐冠林（英語：Su Guaning, 1951年—）是一位新加坡华人工程师。

## 生平
1951年出生于新加坡，后通过新加坡总统奖学金赴美留学。先后毕业于阿尔伯塔大学，加州理工学院，斯坦福大学，新加坡国立大学和哈佛商学院。1972年进入新加坡国防部任职，1986年组建新加坡国防科技研究院，1997年将其改组为非赢利机构并担任首席执行官，2000年组建新加坡国防科技局并担任局长，2003年担任南洋理工大学校长。2011年卸任后担任终身荣誉校长。

## 荣誉
2015年获得母校阿尔伯塔大学荣誉博士学位。